# 麥浩德
麥浩德男爵（Francis Anthony Aylmer Maude, Baron Maude of Horsham，1953年7月4日—）英國保守黨政治人物。前任英國貿易及投資國務大臣。

## 政治生涯
1983年至1992年，當選為北沃里克郡的國會下議員。1989年曾任英國外交及聯邦事務部次官，專責香港事務。1990年獲邀訪問北京。1992年落選。
1997年至2015年，當選為霍舍姆的國會下議員。2005年至2007年任保守黨主席。2007年至2010年任影子內閣辦公室國務大臣兼影子蘭開斯特公爵領地事務大臣。2010年至2015年任內閣辦公室國務大臣兼財政部主計長。2015年，宣布不競逐連任下議院議席。後獲委任為貿易及投資國務大臣，並受封為終身貴族，晉身英國上議院。